# Enchant
Gli Enchant sono un gruppo musicale progressive metal statunitense di San Francisco in attività dal 1989.

## Storia del gruppo
La formazione viene notata dal chitarrista dei Marillion Steve Rothery che contribuisce alla produzione del primo disco A Blueprint Of The World pubblicato nel 1993 da una piccola etichetta discografica tedesca. Successivamente, la band ottiene un contratto con la Inside Out Music producendo nel 1996 il disco Wounded. Time Lost viene registrato l'anno successivo, seguito da un tour come gruppo spalla per i Dream Theater.
Nel 1998 esce Break e gli Enchant guadagnano sempre più notorietà nell'ambito progressive grazie soprattutto alle esibizioni con gli Spock's Beard ed i Marillion.
Con i dischi successivi Juggling 9 Or Dropping 10, Blink of an Eye e Tug of War il gruppo si avvicina sempre di più ad un songwriting più sofisticato con melodie e ritmiche sempre più ricercate.
Nel 2004 esce il loro primo disco dal vivo Live at Last, seguito dal DVD con diverse interviste, soundchecks e prove della band.

## Formazione
Attuale
- Ted Leonard – voce
- Doug Ott – chitarra
- Ed Platt – basso
- Bill Jenkins – tastiera
- Sean Flanegan – batteria

Ex-componenti
- Michael "Benignus" Geimer – tastiera
- Paul Craddick – batteria

## Discografia

### Album in studio
- 1993 – A Blueprint of the World
- 1996 – Wounded
- 1997 – Time Lost
- 1998 – Break
- 2000 – Juggling 9 or Dropping 10
- 2002 – Blink of an Eye
- 2003 – Tug of War
- 2014 – The Great Divide

### Album dal vivo
- 2004 – Live at Last

## Videografia
- 2005 – Live at Last DVD